# Lin Dunn
Lin Dunn (ur. 10 maja 1947 w Dresden) – amerykańska trenerka koszykarska, działaczka klubowa, obecnie generalna menadżerka w klubie Indiana Fever.

## Osiągnięcia trenerskie
Na podstawie, o ile nie zaznaczono inaczej.

### Trenerka główna
Drużynowe
- Mistrzostwo:
  - WNBA (2012)
  - stanowe Florydy (1981)
  - sezonu zasadniczego konferencji Big 10 NCAA (1991, 1994, 1995)
- Wicemistrzostwo WNBA (2009)
- Brąz Pucharu Williama Jonesa (1995)
- Rozgrywki:
  - NCAA Final Four (1994)
  - Elite 8 turnieju NCAA (1994, 1995)
  - Sweet 16 turnieju NCAA (1990, 1992, 1994, 1995)

Indywidualne
- Trenerka roku:
  - ABL (1998)
  - konferencji Big Ten NCAA (1989, 1991 wspólnie z C. Vivian Stringer)
  - Florydy (1981)
- Zaliczona do:
  - Żeńskiej Galerii Sław Koszykówki (2014)
  - galerii sław sportu:
    - Tennessee Sports Hall of Fame (2010)
    - Indiana Basketball Hall of Fame (2010)
    - Purdue Athletics Hall of Fame (2014)
    - UT-Martin Hall of Fame (2010)
    - Austin Peay Athletic Hall of Fame (1980)
    - University of Miami Athletic Hall of Fame (1995)

### Asystentka
- Mistrzostwo:
  - świata (1990)
  - igrzysk dobrej woli (1990)
  - sezonu zasadniczego konferencji Southeastern (SEC – 2022)
- Brąz igrzysk olimpijskich (1992)